# Tala (Jalisco)
Tala é um município do estado de Jalisco, no México.
Em 2005, o município possuía um total de 56.291 habitantes.

## Descrição geográfica

### Localização
Tala se localiza na porção centro-oeste do estado, a 20° 29’ 00" de latitude norte e 103° 29’ 30" de longitude oeste; a uma altitude de 1.320 metros.
O município faz fronteira ao norte com Teuchitlán, Amatitán, Arenal e Zapopan; a leste com Zapopan e Tlajomulco de Zúñiga; ao sul com Tlajomulco de Zúñiga, Acatlán de Juárez e Villa Corona; a oeste com Villa Corona, San Martín Hidalgo e Teuchitlán.

### Orografia
Sua superfície é formada por áreas planas (65%), áreas semiplanas (20%) e áreas acidentadas (15%). Suas elevações mais importantes se localizam ao noroeste do município. As serras de Los Garza, San Miguel e Las Planillas se encontram ao leste.

### Hidrografia
Seus recursos hídricos são proporcionados pelos rios El Salado e Cuisillos; pelos arroios permanentes Las Animas, El Texcalame, Prieto, San Antonio e Seco, e por arroios temporários como Zarco, La Villita, Agua Caliente, Ahuislulco e La Boquilla. O município tem também dois mananciais termais: San Isidro e San Antonio Mazatepec.

### Clima
O clima é semiseco, com inverno e primavera secos, e semitropical, sem variação de temperatura muito definida. A temperatura média anual é de 20,3°C, com máxima de 29°C e mínima de 12,1°C. O regime de chuvas se registra no mês de maio, contando com uma precipitação média de 1.064,7 milímetros. Os ventos predominantes são na direção do noroeste.

## Flora e fauna
Sua vegetação se compõe basicamente de pinheiros, azinheiras, eucaliptos, abacateiras e goiabeiras.
Esquilos, coelhos, coiotes e veados são as espécies que habitam essa região.

## Economia
Pecuária. Se cria gado bovino, suíno e caprino. Além de aves e abelhas. 
Agricultura. Se destacam o milho, a cana-de-açúcar, a batata, a babosa e o amendoim. 
Comércio. Predominam a venda de produtos de primeira necessidade e os comércios mixtos que vendem em pequena escala artigos diversos.
Serviços. Se prestam serviços financeiros, profissionais, técnicos, comunitários, sociais, turísticos e pessoais. 
Mineração. Se exportam minerais não metálicos como a opala e o quartzo.  
Indústria. O município conta com um desenvolvimento indistrial considerável, causado basicamente pela existência do engenho açucareiro do município, que é o segundo mais importante do estado.
Exploração forestal. Se explora o pinheiro e a azinheira.

## Turismo
Igrejas
- Paróquia de Tala.
- Templo Cuisillos.

Museus
- Museu de Arquitetura Tallan.

Parques e reservas
- Barranca Arroyo Hondo.
- Barranca El Chorro.
- Serra de Las Garzas.
- Serra Monte Negro.
- Serra Las Navajas.

Balneários
- Los Tejabanes.
- El Rincón.

Lugares históricos
- O Refúgio de Orendain.
- Prédio la Aunita.